# Hannelore Neumann-Tachilzik
Hannelore Neumann-Tachilzik (* 29. Juni 1939 in Lötzen; † 29. Juli 2012) war eine deutsche Malerin und Grafikerin.

## Leben und Werk
Hannelore Neumann-Tachilzik besuchte von 1955 bis 1958 die Arbeiter- und Bauern-Fakultät für Bildende Kunst an der Hochschule für Bildende Künste Dresden (HfBK). Von 1959 bis 1964 studierte sie an der HfBK bei Rudolf Bergander. Für ihre Diplomarbeit schuf sie das Tafelbild „Drei Männer und ein Aktmodell“.
Sie heiratete ihren Kommilitonen Manfred Neumann, und beide zogen 1964 nach Frankfurt/Oder. Die Ehe ging 1980 auseinander. In Frankfurt arbeitete Hannelore Neumann-Tachilzik bis zuletzt als freischaffende Malerin und Grafikerin. Sie war bis 1990 Mitglied des Verbands Bildender Künstler der DDR und in der DDR an einer bedeutenden Anzahl von Ausstellungen beteiligt, u. a. zwischen 1972 und 1988 an der VII. bis X. Kunstausstellungen der DDR in Dresden. Insbesondere schuf sie Tafelbilder mit figürlichen Kompositionen und Porträtgestaltungen. 1981 erhielt sie den Kleist-Kunstpreis des Bezirks Frankfurt/Oder.
Nach der Wiedervereinigung fertigte Hannelore Neumann-Tachilzik vor allem Landschaftsbilder und Porträts, häufig Aquarelle. Daneben unterrichtete sie im Kulturhaus Mikado über viele Jahre Kinder im Malen und Zeichnen.

## Werke (Auswahl)
- Arbeitsberatung / Frauen des Halbleiterwerks (1969/1971, Mischtechnik, 96,5 × 125 cm; Brandenburgisches Landesmuseum für moderne Kunst, vormals Museum Junge Kunst, Frankfurt/Oder, Inv. 1469)

- Bildnis einer Erzieherin (1971, Mischtechnik, 60 × 40,5 cm;  auf der VII. Kunstausstellung der DDR; Brandenburgisches Landesmuseum für moderne Kunst Frankfurt)[2]
- Bildnis einer jungen Frau (1975, Mischtechnik, 120 × 110 cm; auf der VIII. Kunstausstellung der DDR; Brandenburgisches Landesmuseum für moderne Kunst Frankfurt)[3]
- Frau Fjodorowa (1975, Mischtechnik, 120 × 100 cm)[4]
- Bäuerin aus Treppeln (1981, Acryl; auf der IX. Kunstausstellung der DDR; Brandenburgisches Landesmuseum für moderne Kunst Frankfurt)[5]

## Postume Einzelausstellung
- 2013 Frankfurt/Oder, Galerie B des Frankfurter Kunstvereins (Retrospektive mit Zeichnungen, Aquarellen und Lithografien)